# Щепин, Олег Прокопьевич
Олег Прокопьевич Щепин (6 апреля 1932 — 7 марта 2019) — советский и российский учёный, специалист в области социальной гигиены и организации здравоохранения, и. о. министра здравоохранения СССР (1986—1987), академик РАМН (1994), академик РАН (2013).

## Биография
Родился 6 апреля 1932 года в д. Николаевцы Шарьинского района Костромской области.
В 1955 году окончил Пермский государственный медицинский институт. Там же работал врачом, ассистентом кафедры социальной гигиены и организации здравоохранения.
В 1962 году защитил кандидатскую диссертацию, посвящённую организации медико-санитарного обслуживания на предприятиях лесной промышленности.
С 1963 по 1967 годы как сотрудник Всемирной организации здравоохранения работал в странах Африки и в штаб-квартире ВОЗ в Швейцарии.
В 1972 году защитил докторскую диссертацию, присвоено учёное звание профессора.
В 1974 году создал в Центральном институте усовершенствования врачей первую в стране кафедру зарубежного здравоохранения и стал её заведующим.
С 1967 по 1977 годы — начальник Управления внешних сношений Министерства здравоохранения СССР, а с 1977 по 1981 годы — заместитель заведующего отделом науки и учебных заведений ЦК КПСС.
С 1981 по 1988 годы — первый заместитель министра здравоохранения СССР; с 26 декабря 1986 года по 17 февраля 1987 года — исполняющий обязанности министра.
С 1988 по 2013 годы — директор Национального НИИ общественного здоровья имени Н. А. Семашко, далее до своей смерти — научный руководитель института.
В 1988 году избран членом-корреспондентом АМН СССР, в 1994 году — избран академиком РАМН. В 2013 году стал академиком РАН (в рамках присоединения РАМН и РАСХН к РАН).
Сын Владимир (род. 1957) — член-корреспондент РАМН и РАН.
Умер в 2019 году. Похоронен на Востряковском кладбище.

## Научная деятельность
Специалист в области социальной гигиены и организации здравоохранения.
Создал и возглавлял научную школу в области социальной гигиены и организации здравоохранения, внес фундаментальный вклад в становление медицинского страноведения: изучение проблем состояния здоровья населения, развитие национальных систем здравоохранения в развивающихся странах, в частности, тропической медицины, здоровья населения жарких стран. Историческое, политическое, социальное и организационное значение имело исследование эволюции системы международного карантина.
Сформулировал основополагающие представления о приоритетных направлениях повышения эффективности общественного здравоохранения.
Под его руководством на протяжении многих лет осуществлялась подготовка Государственного доклада «О состоянии здоровья населения Российской Федерации».
Под его руководством защищено более 50 докторских и кандидатских диссертаций.
Автор более 400 научных работ.
Член редколлегии редотдела «Социальная гигиена и организация здравоохранения» БМЭ.

## Награды
- Орден Трудового Красного Знамени
- Орден «Знак Почета»
- Орден Дружбы народов (12 сентября 1994) — за большой вклад в развитие социальной гигиены, организацию здравоохранения и подготовку высококвалифицированных специалистов[4]
- Почётное звание «Заслуженный деятель науки Российской Федерации» (2002) — за заслуги в научной деятельности[5]
- Государственная премия СССР 1985 года в области науки и техники (в составе группы) — за разработку теории и методов медицинской географии и внедрение их в практику народного хозяйства[6]
- Премия Правительства Российской Федерации в области науки и техники (в составе группы) — за разработку и практическое применение принципов мониторинга здоровья населения — основы совершенствования здравоохранения Российской Федерации[7]